# Universal Studios Japan

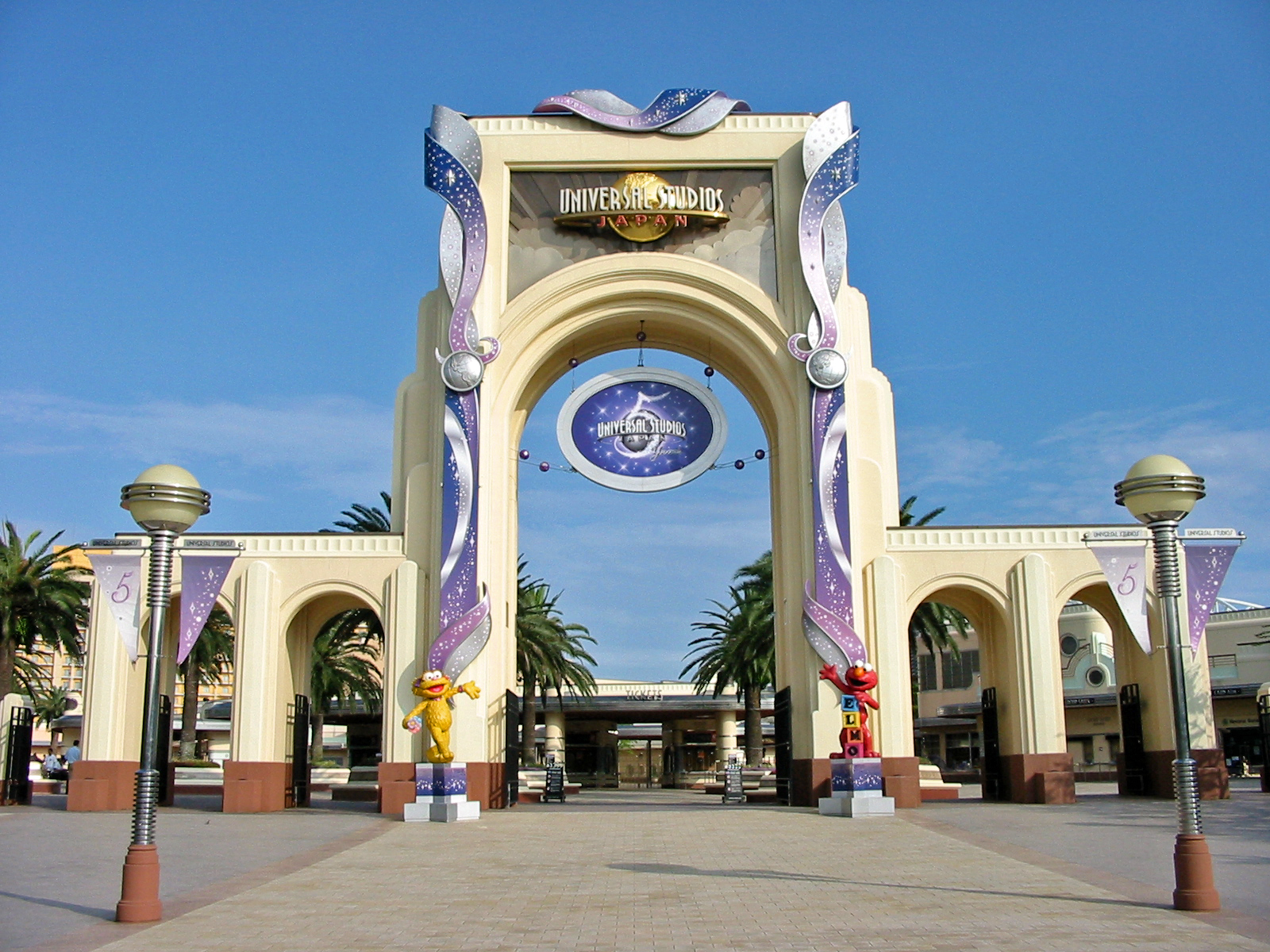
Universal Studios Japan

O Universal Studios Japan (ユニバーサル・スタジオ・ジャパン), localizado em Osaka, é um dos quatro parques temáticos do Universal Studios, pertencente e operado pela USJ Co., Ltd. Com uma licença da NBCUniversal. O parque é semelhante ao Universal Orlando Resort já que ele contém atrações selecionadas do Universal Orlando Resort e do Universal Studios Hollywood. A maior parte dos visitantes são turistas japoneses e turistas vindos de outros países asiáticos como Taiwan, Hong Kong e Coreia do Sul. Em 2005, o Goldman Sachs tornou-se o maior acionista do Universal Studios Japan. O parque abriu em 31 de março de 2001. O número de visitantes no parque no ano de abertura foi de 11 milhões, tornando-se o mais rápido parque de diversões a alcançar a marca de 10 milhões. Desde então, o Universal Studios Japan teve aproximadamente 8 milhões de visitantes todo ano.
Vários eventos  aconteceram no ano de 2011 para celebrar seu décimo aniversário, resultando no crescimento do público para 88 milhões. Os detentores do passaporte anual chegaram a 700 000 em junho de 2012, e no ano fiscal de 2012, foi quase atingida a marca de 10 milhões, alcançando os 9,75 milhões de visitantes. No ano fiscal de 2013, o Universal Studios Japan alcançou a marca de 10 milhões de visitantes pela segunda vez desde sua aberta em 19 de março, marcando 10,5 milhões de visitantes. Vários fatores contribuíram para este crescimento em 2013, incluindo a abertura da montanha-russa ao contrário “Hollywood Dream - The Ride -Backdrop-” em março, e o “NEW Amazing Adventure of Spider-Man - The Ride 4K3D” em julho, que passou a usar a nova tecnologia 4KHD, provando ser popular entre as gerações mais novas. A área familiar “Universal Wonderland”, que abriu em março de 2012 também atraiu muitas famílias.
Instalações recentes incluem atrações por templo limitado, como “Bio Hazard - The Real” e “Monster Hunter - The Real,” ambas baseadas em jogos populares, e “One Piece Premier Show”, que é baseado em uma animação popular, oferecendo atrações baseadas no mundo do entretenimento e não apenas nos filmes de Hollywood. Em 18 de abril de 2014, o Primeiro-Ministro Shinzo Abe e a Embaixadora dos Estados Unidos no Japão Caroline Kennedy estiveram no parque para anunciar a abertura de “The Wizarding World of Harry Potter” programada para 15 de julho de 2014, uma atração baseada na série de filmes de sucesso “Harry Potter.”Em 18 de março de 2021, foi inagurada a 11ª área do parque chamada Super Nintendo World.
Com um investimento total de 45 bilhões de ienes, estima-se que o grande projeto terá um retorno de 5 trilhões e 60 milhões de ienes nos próximos 10 anos em todo o Japão, além de atrair muitos visitantes tanto do Jpaão como do exterior. A Universal Studios Japan saudou seu visitante número 100 milhões na segunda-feira, 29 de outubro de 2012.
De acordo com o Theme Index Global Attraction Attendance Report de 2013, a Universal Studios Japan é 9º parque entre os maiores parques mundiais, atraindo 10,1 milhões de visitantes em 2013, que foi 4,1% maior do que no ano anterior.

## Atrações
As atrações estão dispostas em nove áreas do parque. Uma décima área, The Wizarding World of Harry Potter, abriu em 15 de julho de 2014, com sua atração principal, Harry Potter and the Forbidden Journey. A área foi modelada nas áreas de mesmo nome na Universal Orlando e na Universal Studios Hollywood.Há também atrações que não estão na versão dos Estados Unidos e são únicas a Universal Studios Japan, tal como a Black Lake and Hogwarts Express Photo Op.

### New York
- The Amazing Adventures of Spider-Man
- Terminator 2:3-D

### Hollywood
- Shrek's 4-D Adventure
- Sesame Street 4-D Movie Magic

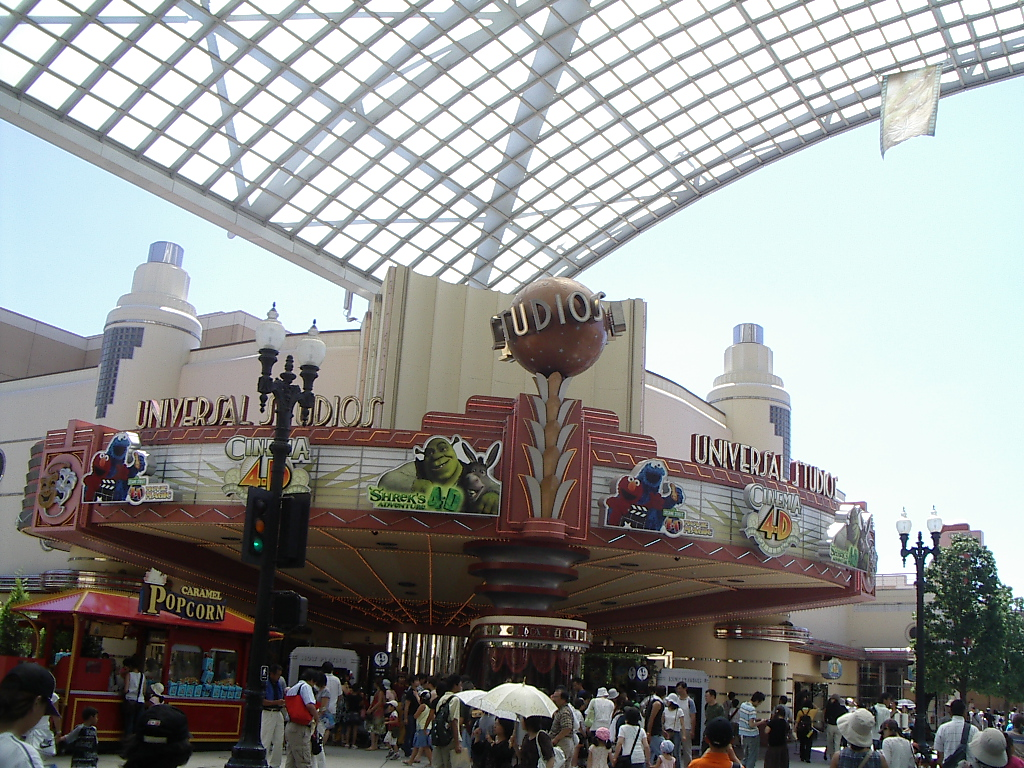
Cinema 4-D

- Universal Monsters Live Rock and Roll Show
- Animation Celebration[7]
- Hollywood Dream – The Ride
- Space Fantasy – The Ride
- Magical Starlight Parade (Nighttime)
- Dreams of Fantasy Parade (Daytime)

### San Francisco
- Back to the Future - The Ride
- Backdraft

### Jurassic Park
- Jurassic Park: The Ride

### Universal Wonderland
- Snoopy's Great Race
- The Flying Snoopy
- Hello Kitty's Cupcake Dream
- Hello Kitty's Ribbon Collection
- Elmo's Bubble Bubble
- Abby's Magical Party
- Moppy's Lucky Dance Party
- Big Bird's Big Nest
- Grover's Construction Company
- Bert and Ernie's Wonder-The Sea
- Sesame's Big Drive
- Big Bird's Climbing Nest
- Abby's Magical Tree
- Abby's Magical Garden
- Water Garden
- Cookie Monster Slide
- Ernie's Rubber Duckie Race
- Elmo's Little Drive
- Big Bird's Big Top Circus

### Lagoon
- Peter Pan's Neverland

### Water World
- Waterworld: A Live Sea War Spectacular

### Amity Village
- Jaws

### The Wizarding World of Harry Potter
- Flight of the Hippogriff
- Harry Potter and the Forbidden Journey

## Atrações anteriores

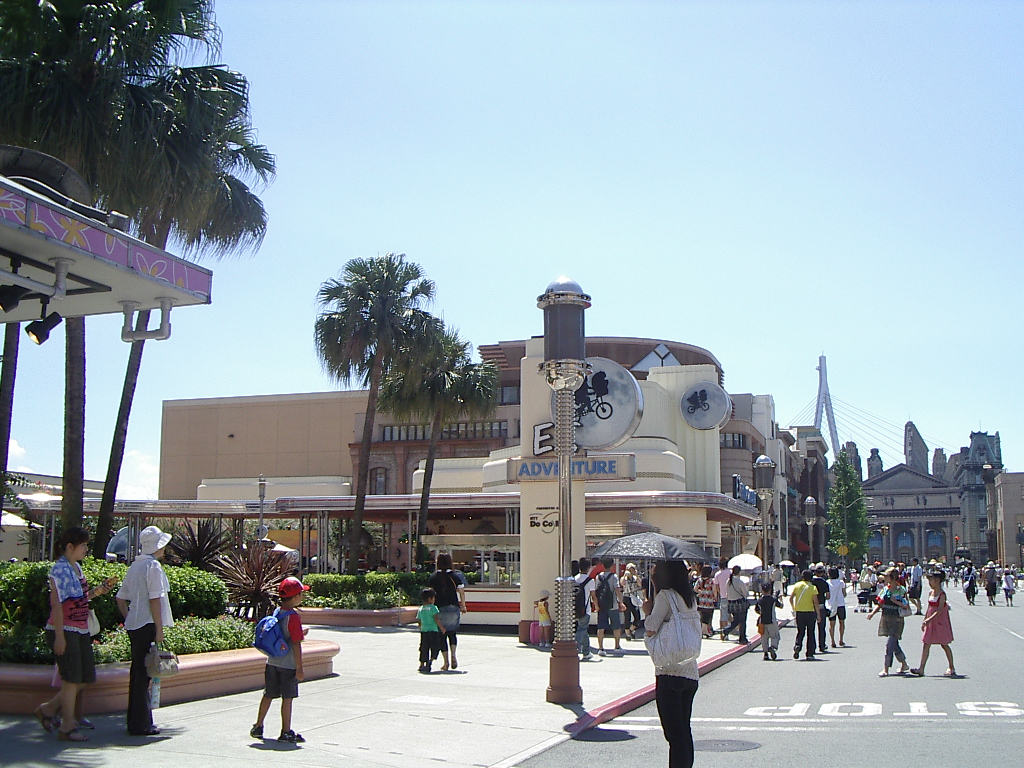
A antiga E.T. Adventure

- A Western Area, com o The Wild Wild Wild West Stunt Show e o Animal Actors show, foram fechados para se tornar a Land of Oz em 2006. Isto envolveu uma retematização completa dos dois shows, um restaurante e várias lojas.
  - The Wild Wild Wild West Stunt Show era um show de dublês ao vivo baseado em filmes de velho-oeste da Universal. Aberto em 31 de março de 2001, na Western Town, uma seção dentro do parque, o show apresentava alguns atores vestidos de cowboy sobrevivendo a cenas que desafiavam a morte, tiros e explosões.[8][9] O show fechou em 2006 e desde então foi substituído pelo Wicked.
- Motion Picture Magic – Quando o parque abriu pela primeira vez em 2001, a atração 'Motion Picture Magic,' apresentada pelo diretor Steven Spielberg, ocupava o edifício que atualmente abriga a atração Sesame Street 4-D Movie Magic. A atração, projetada originalmente pelo designer Bob Rogers (designer) e o time de design BRC Imagination Arts,[10] oferecia um tributo à Universal Studios. Durante o show, o cinema se transformava em uma apresentação multitela, e quando o show terminava, a tela principal subia para apresentar um vídeo em tempo real.[11]
- E.T. Adventure foi substituído por Space Fantasy: The Ride.
- Monster Make-Up foi fechado.

### Land of Oz (fechada em 2011)
- Wicked
- Toto & Friends
- Magical Oz-Go-Round

## Prêmios
- The Amazing Adventures of Spider-Man - The Ride
  - 2001 Montanha russa favorita não radical da Screamscape Ultimate No.1,[12]
  - 2002 Melhor atração de parque temático - Theme Park Insider World,[13]

- Animation Celebration
  - 2002 Vencedor do Prêmio THEA (apresentado pela TEA),[14]

- Peter Pan's Neverland
  - 2007 Vencedor do Prêmio THEA (apresentado pela TEA) em Evento Estacular,[15]

- The Gift of Angels
  - 2009 Vencedor do Prêmio Big E, Melhor Produção Geral com mais de $2 milhões, (apresentado pela IIAPA),[16]

- Magical Starlight Parade
  - 2009 Menção honrosa na Melhor Produção com mais de $2 milhões Big E Award (apresentada pela  IIAPA),[17]

- Space Fantasy: The Ride
  - 2011 Vecedor do prêmioTHEA (apresentado pela TEA) em Outstanding Achievement,[14]

## Público
| 2008      | 2009      | 2010      | 2011      | 2012      | 2013       | Worldwide rank |
| --------- | --------- | --------- | --------- | --------- | ---------- | -------------- |
| 8,300,000 | 8,000,000 | 8,160,000 | 8,500,000 | 9,700,000 | 10,100,000 | 9              |

## Hotéis oficiais

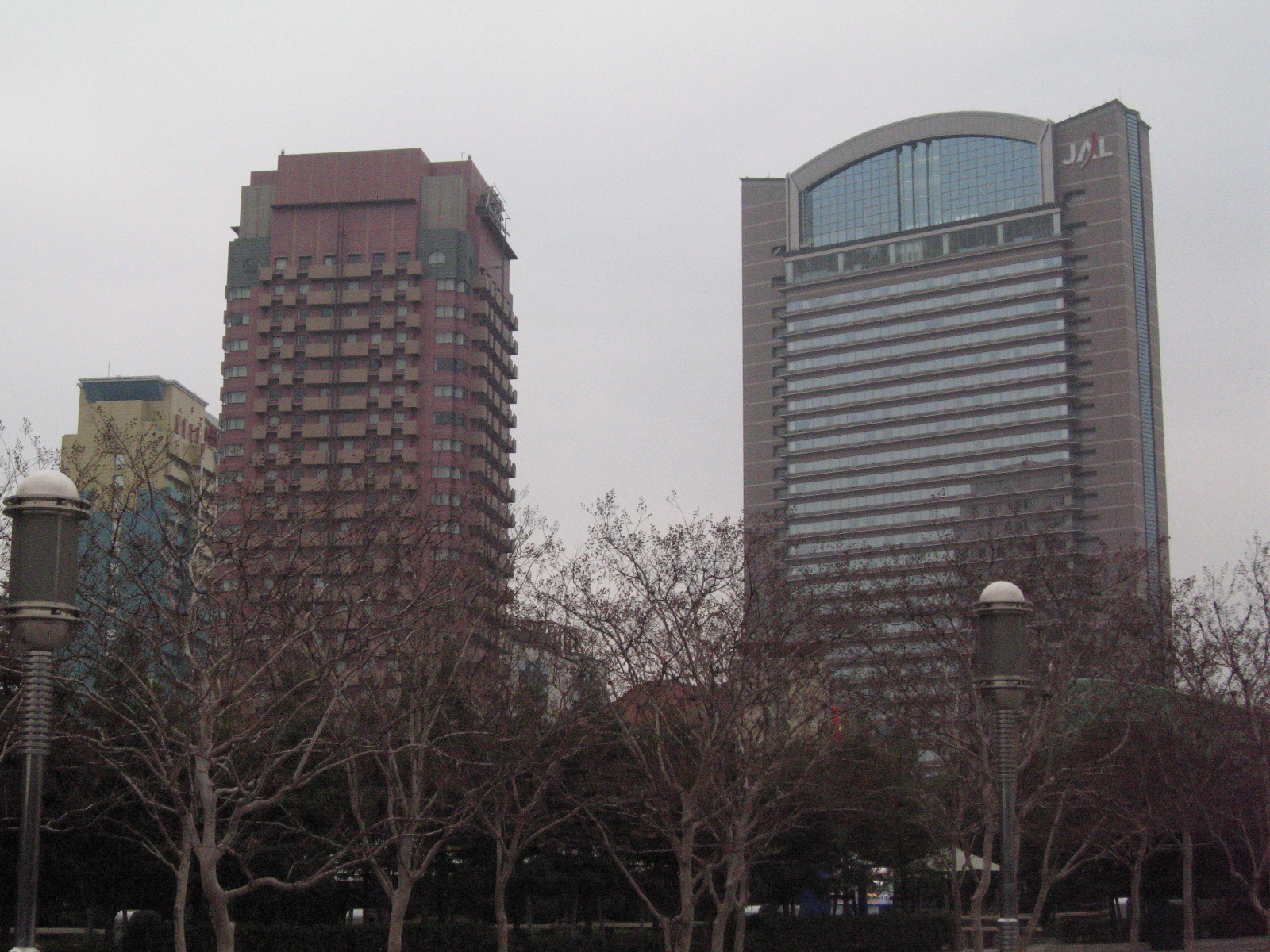
Hotel Kintetsu Universal City (esquerda) e o Hotel Keihan Universal Tower (direita)

Há cinco hotéis oficiais perto do parque.
- Hotel Keihan Universal City.
- Hotel Kintetsu Universal City.
- Hotel Keihan Universal Tower.
- Hotel Universal Port.
- Hotel Seagull Tempozan Osaka. (10 minute de barco na Baía de Osaka).[23]

## Universal CityWalk Osaka

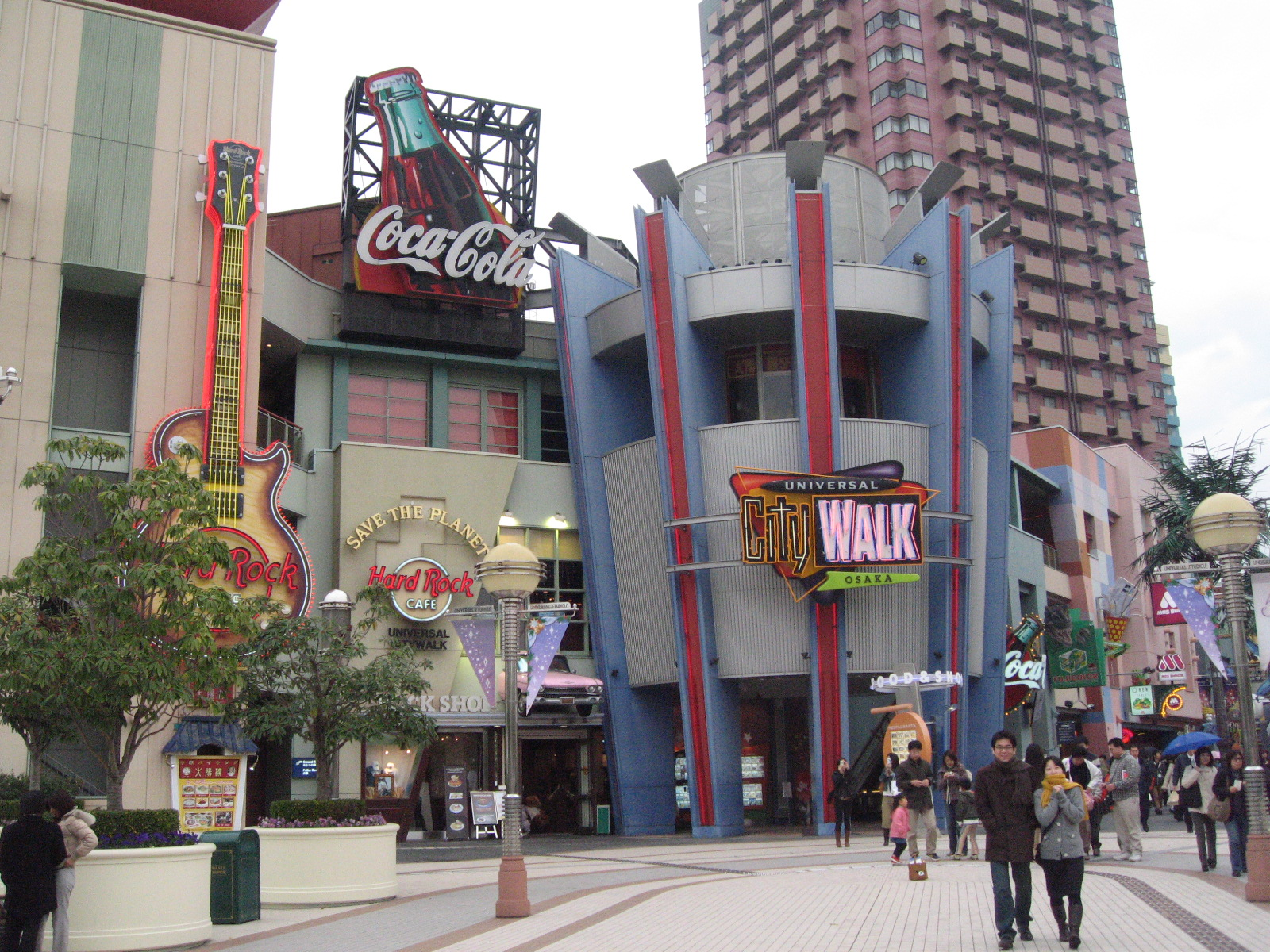
Universal CityWalk Osaka

O Universal CityWalk Osaka liga a estação de trem da JR com a entrada do parque. É um shopping de três andares repleta de várias lojas e restaurantes, incluindo um museu do takoyaki.

## Prêmios
Em 2011, a árvore de natal do USJ foi reconhecida pelo Guinness World Records como a árvore de natal mais iluminada do mundo, tendo 260 498 luzes.

## Incidentes
Em novembro de 2014, uma mulher de 35 anos da província de Osaka sofreu um dano nervoso em seu puso direito, afetando o uso de dois de seus dedos. Isto ocorreu quando sua mão ficou presa em uma barra de segurança da atração do E.T. no momento em que um empregado puxou-a para prendê-la.